# Syndipnus rubiginosus
Syndipnus rubiginosus là một loài tò vò trong họ Ichneumonidae.